# Oriopsis tristanensis
Oriopsis tristanensis är en ringmaskart som först beskrevs av Francis Day 1954.  Oriopsis tristanensis ingår i släktet Oriopsis och familjen Sabellidae. Inga underarter finns listade i Catalogue of Life.